# دانيال أندرسون
دانيال أندرسون (بالإنجليزية: Daniel Anderson؛ بالألمانية: Daniel Anderson) هو كاتب سيناريو وملحن ومنتج أسطوانات ومغني أمريكي وألماني، ولد في 3 مارس 1986 في بيلينغام في الولايات المتحدة.

## وصلات خارجية
- دانيال أندرسون على موقع ميوزك برينز (الإنجليزية)
- دانيال أندرسون على موقع ديسكوغز (الإنجليزية)